# Alphaville
Alphaville — німецький синті-поп-гурт з Мюнстера, який мав велику популярність у середині 1980-х років. Заснований у 1982 році, її засновниками є Маріан Голд (справжнє ім'я Гартвіґ Ширбаум; народився 26 травня 1954 року), Бернгард Ллойд (справжнє ім'я Бернгард Ґосслінґ; народився 6 червня 1960 року) та Франк Мертенс (справжнє ім'я Франк Сорґац; народився 26 жовтня 1961 року). Колектив спершу називався «Forever Young», але пізніше змінив назву на «Alphaville». Гурт отримав світову популярність через ці два хіти — «Big In Japan» і «Forever Young», які вийшли у 1984 році.

## Історія
Наприкінці 70-х років було придумано проєкт Nelson Community. Він створювався як комуна творчих людей, які зайняті музикою, мистецтвом, літературою і т. п. 1980 року Маріан знайомиться з Ллойдом, і той приєднується до проєкту. У грудні 1981 року відбувся перший концерт, на якому виконувалися пісні, написані ними. Концерт відбувся у клубі, де ді-джеєм працював сам Ллойд. 1982 року Ллойд починає співпрацювати з Франком Мертенсом. Учасники придумують собі нове ім'я — Forever Young, у склад гурту ввійшли усі троє. Разом вони написали композицію Forever Young і записали її демоверсію. Колектив дає другий і останній на найближчі 10 років концерт.
У 1983 році гурт бере собі нове ім'я, Alphaville, на честь однойменного фільму Жана-Люка Годара (фільм вийшов у 1965 році у, головних ролях: Едді Константин і Анна Каріна). У самому фільмі Альфавіль — це місто майбутнього, яке підпорядковується комп'ютеру. У місті проголошені незаконними всі гуманні людські почуття, такі як любов, ніжність і взаємодопомога, а також заборонені поезія і романтика.

### 1983—1987 роки
Наприкінці 1983 року гурт підписує контракт з WEA Records. У січні 1984 року колектив випускає свій перший сингл — Big in Japan. Пісня була написана Голдом ще в 1979 році. Big In Japan отримала велику популярність в багатьох країнах світу, в тому числі й у Великій Британії (8-ме місце в чарті) і в США (перше місце в танцювальному чарті), в Німеччині, Греції, Швеції, Швейцарії сингл досягнув 1-го місця.

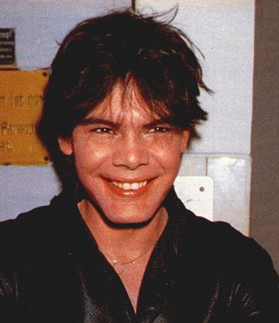
Маріан Голд

За ним йшли ще два сингли — Sounds Like a Melody і Forever Young, які також мали великий успіх в Європі, проте провалилися в США.
Восени того ж року вийшов альбом Forever Young. Попри успіх, Франк Мертенс покинув гурт, і на його місце в січні 1985 року прийшов Ріккі Екколетт (справжнє ім'я Вольфганг Нойгаус; народився 7 серпня 1960 року).
Alphaville пише музику до фільму «Der Bulle und das Mädchen» («Дівчина і поліцейський»), а також бере участь у благодійному проєкті «Band für Afrika» з піснею «Nackt im Wind» («Naked in the Wind»). У лютому 1985 року пісня вийшла на третє місце в німецькому чарті Billboard.
У червні 1986 року вийшов другий альбом гурту під назвою Afternoons in Utopia, перший сингл з якого, Dance With Me, досягнув верхньої двадцятки чартів багатьох країн Європи. Гурт відмовляється від гастрольної діяльності і концертів — займається суто студійною роботою. Згодом виходить сингл Universal Daddy, а в грудні — сингл Jerusalem. Альбом — загалом така собі ностальгія про майбутнє, про світ, у якому не буде місця для соціальної несправедливості, ядерних конфліктів, проституції та інших пороків.

### 1987—2004 роки
Гурт починає розробку проєкту «Soundtraxx For Imaginary Movies» («музика для уявних фільмів»), що поклав початок майбутній співпраці гурту з Клаусом Шульце, відомим за роботою в Tangerine Dream. У другій половині 1988 року в Сполучених Штатах виходить міксована збірка «The Singles Collection», що містила мікси й оригінальні речі попередніх синглів. Третій альбом «The Breathtaking Blue» вийшов тільки за три роки після альбому «Afternoons In Utopia». Продюсером альбому став Клаус Шульце.

Музиканти впровадили ідею зв'язку музики з готовою відео послідовністю, яку показали як короткий фільм. Дев'ять режисерів, серед яких був Годрі Реджіо, створювали фільми для пісень з альбому, під одним спільним заголовком «Songlines». На пісню «For a Million» відеокліп зняв Олександр Кайдановський. Маріан Голд говорив про нього:
Ми були щасливі, що затягли його в наш проєкт. Ми знали і захоплювався ним і відтоді, коли ми побачили його у грандіозному фільмі «Сталкер». І його внесок у Songlines був одним із найкрасивіших і ліричних. Я був абсолютно вражений, коли я отримав новину про його смерть.
Згодом відео на пісню «Middle of the Riddle» (на церемонії було представлено під іншою назвою — «Balance») було нагороджено американською премією «Оскар», у номінації «Найкращий анімаційний короткометражний фільм».
Після цього гурт бере тайм-аут. Маріан займається соло проєктом «So Long Celeste», який з'явився у серпні 1992 року і включив в себе 6 оригінальних пісень і 4 кавер-версії. Бернгард почав робити ремікси відомих хітів Alphaville, які увійшли в збірку «First Harvest 1984-92». Буклет з диском, крім текстів і фотографій, також містив коментарі музикантів.
Після цього «перепочинку» в студії звукозапису гурту почалася робота над новим альбомом «Prostitute», продюсерами якого стають самі музиканти. 1993 року, відзначився релізом збірника «History», призначеного суто для членів офіційного фан-клубу.
У цьому ж році гурт запрошують дати концерт в Бейруті, і музиканти спонтанно вирішують погодитись на запрошення, після 10 років суто студійної роботи. Цей концерт прийнято рахувати першим, але все-таки до нього, 26 червня, гурт виходить на сцену на фестивалю Rocktops, просто неба у Фінляндії.
Запис майбутнього альбому «Prostitute» затримається більше, ніж на півтора року. 1994 року виходить новий сингл «Дураки», вслід за ним, у жовтні 1994 року, виходить четвертий альбом «Prostitute». Цей диск пропонує нам калейдоскоп вибраного із всього цього матеріалу, який гурт записав під час публікації останнього альбому.
Жанровий діапазон пісень також дуже великий: поп, рок, регі. Незабаром почнеться робота над альбом «Salvation» разом з Енді Річардсом, що продюсував такі гурти, як "Art Of Noise" i «OMD».
У 1996 році Маріан Голд під керівництвом Руперта Гайна випустила свій другий сольний альбом «United», який видається в ПАР. У цьому ж році колектив покидає Ріккі Еколетт. У Лондоні збирається тур-гурт Alphaville (згодом кілька разів змінюються склад). Тоді ж Alphaville запускає власний офіційний вебсайт http://www.alphaville.de [Архівовано 5 травня 2021 у Wayback Machine.].
У результаті співпраці з Річардсом виходить сингл «Wishful Thinking». У вересні гурт випускає альбом «Salvation», яким відзначається повернення гурту до синті-поп-звучання. До часу виходу диска Ріккі Еколетт вже офіційно залишив гурт, хоча у буклеті до альбому він все ще зазначався, як співавтор деяких пісень. Після випуску цього альбому закінчується контракт гурту з компанією «WEA Records».

### 2004— наші дні
4 грудня 2009 року у дворі «Zofin Palace», в Празі Alphaville відсвяткували своє 25-ліття. Хіт «Forever Young» виконав Карел Ґотт чеською мовою. Після представлення відбувся невеликий прийом, де ті відвідувачі, що купили квитки могли отримати автограф та сфотографуватися з учасниками колективу.
22 жовтня 2010 року виходить новий сингл гурту «I Die for You Today». 19 листопада 2010 року Alphaville випускає новий альбом «Catching Rays On Giant», перший комерційний альбом за останні 13 років.
4 березня 2011 року виходить другий і останній сингл з нового альбому «Song For No One».
27 листопада 2012 року на офіційному сайті гурту оголошена дата виходу нового альбому — «Strange Attractor» — 2014 рік.
21 травня помер клавішник і аранжувальник Мартін Лістер.
У 2014 році гурт випустив збірку-альбом "So 80s!" і ось як хлопці це прокоментували на своєму вебсайті:
Дорогі друзі! Цього року ми святкуємо 30-ти річчя Alphaville. І в честь цієї події ми випустили 36-сторінковий буклет, який має всі оригінальні записи витворів мистецтва, особисті фотографії і анотації до кожного треку. Проєкт був реалізований протягом останніх трьох років в тісній співпраці з Blank & Jones, і ми в абсолютному захваті від результату.
Альбом вийшов в продаж з 2 жовтня як на CD, так і в інтернеті.

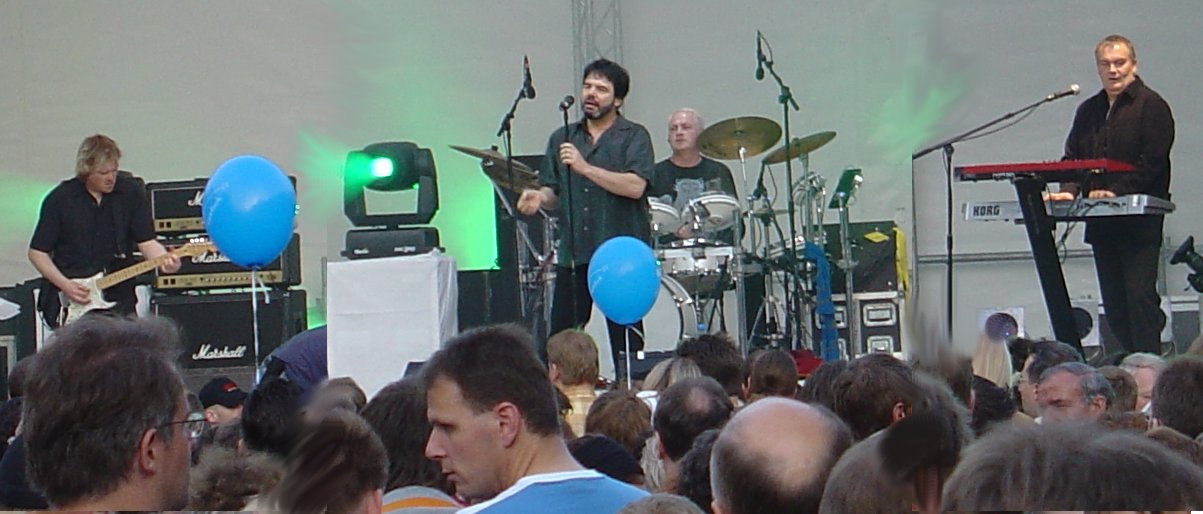
Alphaville виступають на Німецькому Церковному Конгресі в Ганновері, травень 2005.

## Forever Young
Виходу диска «Forever young» передував вихід декількох синглів — Big In Japan у січні, Sounds Like A Melody в травні та Forever Young у вересні, перед самим виходом пластинки. Альбом розійшовся тиражем понад 2 000 000 копій. Пісня Forever Young стала популярною не одразу, проте з певного часу вважається класикою 1980-х. Пісні Big in Japan, Forever Young, A Victory of Love, Lies, The Jet Set, «Sounds Like a Melody» були включені у збірник Alphaville Amiga Collection з 1988 року.

### Список композицій
| #   | Назва                  | Тривалість |
| --- | ---------------------- | ---------- |
| 1.  | «A Victory of Love»    | 4:14       |
| 2.  | «Summer in Berlin»     | 4:42       |
| 3.  | «Big in Japan»         | 4:43       |
| 4.  | «To Germany with Love» | 4:15       |
| 5.  | «Fallen Angel»         | 3:55       |
| 6.  | «Forever Young»        | 3:45       |
| 7.  | «In the Mood»          | 4:29       |
| 8.  | «Sounds Like a Melody» | 4:42       |
| 9.  | «Lies»                 | 3:32       |
| 10. | «The Jet Set»          | 4:52       |

### Місця в чартах
| Чарт (1984)               | Найвище місце |
| ------------------------- | ------------- |
| Чарт альбомів в Австрії   | 16            |
| Чарт альбомів в Німеччині | 3             |
| Чарт альбомів в Італії    | 20            |
| Чарт альбомів в Норвегії  | 1             |
| Чарт альбомів в Швеції    | 1             |
| Чарт альбомів в Швейцарії | 4             |

## Дискографія
- 1984 — Forever Young
- 1986 — Afternoons In Utopia
- 1989 — The Breathtaking Blue
- 1994 — Prostitute
- 1997 — Salvation
- 1999 — Dreamscapes
- 2000 — Stark Naked And Absolutely Live
- 2001 — Forever Pop
- 2003 — CrazyShow
- 2010 — Catching Rays on Giant

## Склад
- Маріан Голд (вокал) (1983— наш час)
- Девід Ґудес (гітара) (2004— наш час)
- Карстен Брокер (клавішні) (2014— наш час)
- Александра Мерль (бас-гітара) (2014— наш час)
- Якоб Кірш (ударні) (2004— наш час)

## Колишні учасники
- Бернгард Ллойд (клавішні) (1983—2000)
- Франк Мертенс (клавішні) (1983—1984)
- Рікі Еколетт (гітара) (1985—1997)
- Райнер Блосс (клавішні) (1997—2003)
- Мартін Лістер (клавішні) (1998—2014)
- Майа Кім (гітара) (2011—2016)

## Підтримка України
У 2022 році, після початку повномасштабного вторгнення Росії на територію України, Маріан Голд висловив свою підтримку народу України.